# Morris dance

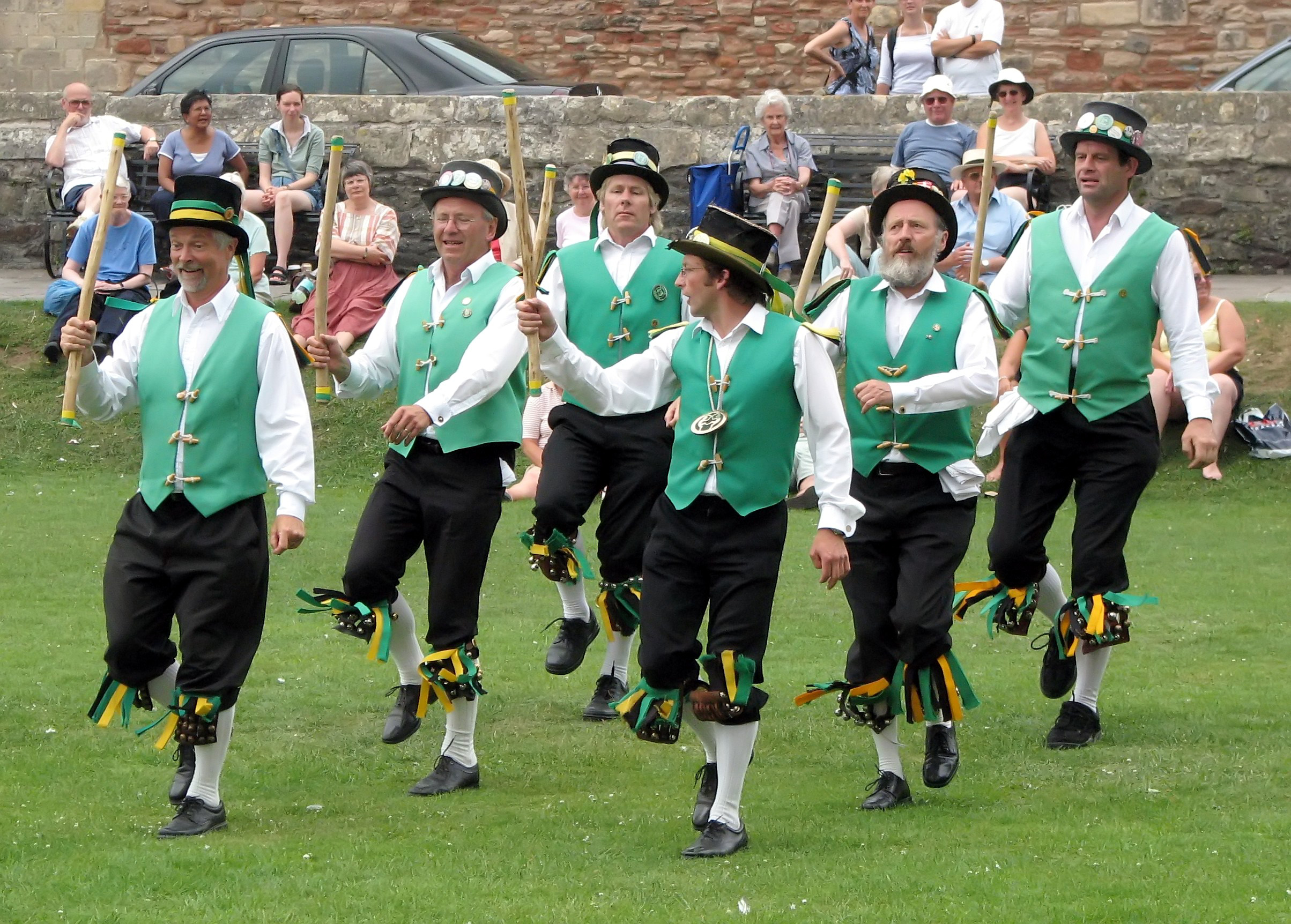
Skupina tanečníků z Cotswoldu

Morris dance je tradiční anglický lidový tanec. Provozuje se ve skupinách (většinou mužských), v choreografii se uplatňují rekvizity jako hole, dýmky nebo šátky. Jako hudební doprovod slouží akordeon, flétny nebo housle. Tanečníci mají na oděvu našity zvonky, které cinkají do rytmu. Vystoupení bývá obvykle součástí vesnických oslav 1. května, spojených se stavěním máje.
První písemná zmínka o tomto tanci pochází z roku 1448, jeho název se odvozuje od výrazu moorish dance (maurský tanec, protože účastníci tehdy vystupovali s načerněnými obličeji). Původ tance však sahá patrně až do keltských dob, kdy byl součástí rituálů vítání jara. V roce 1600 se proslavil herec William Kemp, který tančil devět dní v kuse a urazil přitom cestu z Londýna do Norwiche.
Je známo šest základních regionálních variant tohoto tance: cotswoldská, severozápadní, Border (z pomezí Anglie a Walesu), yorkshirská, northumberlandská a cambridgeská zvaná Molly Dancing, která se tančí na Plough Monday (v předjaří, na zahájení sezóny polních prací).